# 金港青果
金港青果株式会社（きんこうせいか）は、かつて横浜市神奈川区に横浜市中央卸売市場青果部の卸売業者として所在していた会社。2022年11月末日までで営業を終了して解散した（同年9月27日発表）。

## 概要
1947年に横浜市中央卸売市場青果部に出荷する生産者、小売商、大口業者らの共同出資により設立。以来、地元横浜市の農業生産者・出荷者を「金港青果出荷組合連合会（金港出荷連）」として組織するなどして、2社ある青果部卸売業者のひとつとして横浜丸中青果とともに横浜市を中心とした商圏の青果物安定供給を担ってきた。2017年にはグルメ杵屋と資本業務提携を締結したが、後年は年々取扱い高が減少し、21年度は201億円と20年前から比して半減し、赤字が続いていた。社名の「金港」は横浜港の別名。屋号の「浜印」は2011年商標登録。

## 沿革
- 1947年 - 会社設立（資本金19万5000円）
- 1952年 - 金港青果出荷組合連合会 結成
- 1965年 - 金港睦会 結成
- 1972年 - 資本金を1億5000万円に増資
- 1973年 - 南部市場開場に伴い南部支社営業開始。
- 1977年 - 南部金港出荷連合会 結成
- 1988年 - 本社移転
- 2008年 - 株式会社菜果実 設立
- 2010年 - 株式会社ハーバー青果 設立
- 2017年 - 株主の一社であり外食チェーンを展開するグルメ杵屋が同社株式を追加取得し、業務資本提携を締結[8][9]。
  - 同年 - 株式会社アグリ・ヌーヴ、株式会社金港フレッシュ・パッケージング、金港トレーディング株式会社 設立
- 2019年 - 資本金を1億円に減額
- 2021年 - 持株会社制に移行[4]。（金港青果株式会社（初代）を株式会社金港ホールディングスに商号変更したうえで新たに金港青果株式会社（2代目）を設立し、卸売業務を分割承継[10]）
- 2022年 - 臨時株主総会において9月24日付で存続期間を同年11月30日までとする定款変更を決議。存続期間満了を以て会社を解散し営業活動を終了することを決定[6][11]。

## 関連会社
- 株式会社金港ホールディングス
- 浜ベストフーズ株式会社
- 株式会社菜果実
- 株式会社ハーバー青果
- 株式会社アグリ・ヌーヴ
- 株式会社フレッシュ・パッケージング
- 金港トレーディング株式会社